# Gouraud-árnyalás

Gouraud-árnyékolt sokszög

Gouraud-árnyékolt gömb animációja - pontatlanságok vehetők észre a sokszögek széleinél

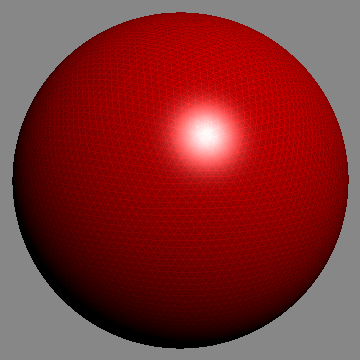
Egy állókép ugyanarról a gömbről, sokkal több sokszög felhasználásával

A Gouraud-árnyalás a számítógépes grafikában használatos módszer: a háromszögek csúcspontjaiban értékeli ki a fényforrásokból idejutó fény visszaverődését. Az illuminációs képlet alkalmazásánál az eredeti felület normálvektorával dolgozik, azaz a tesszellációs folyamat során a kiadódó pontokban a normálvektort is meg kell határozni, amit a poligonháló visz magával a transzformációk során. Ezután a Gouraud-árnyalás a háromszög belső pontjainak színét a csúcspontok színéből lineárisan interpolálja. Vegyük észre, hogy ez pontosan ugyanaz az algoritmus, ahogyan a z mélység koordinátát a háromszög három csúcspontjából lineáris interpolációval határozzuk meg, így az ott említett inkrementális módszer itt is használható.
A Gouraud-árnyalás programja, amely egy háromszög alsó felét színezi ki:
{\displaystyle \,X_{start}=X_{1}+0.5,X_{end}=X_{1}+0.5}
{\displaystyle \,R_{start}=R_{1}+0.5,G_{start}=G_{1}+0.5,B_{start}=B_{1}+0.5}
for {\displaystyle \,Y=Y_{1}} to {\displaystyle \,Y_{2}} do
{\displaystyle \,R=R_{start},G=G_{start},B=B_{start}}
for {\displaystyle \,X=Trunc(X_{start})} to {\displaystyle \,Trunc(X_{end})} do
Pixel{\displaystyle \,(X,Y,Trunc(R),Trunc(G),Trunc(B))}
{\displaystyle \,R_{start}+=} δ{\displaystyle \,R_{X},G+=} δ{\displaystyle \,G_{X},B+=} δ{\displaystyle \,B_{X}}
endfor
{\displaystyle \,X_{start}+=} δ{\displaystyle \,X_{Y}^{s},X_{end}+=} δ{\displaystyle \,X_{Y}^{e}}
{\displaystyle \,R_{start}+=} δ{\displaystyle R_{Y}^{s},G_{start}+=} δ{\displaystyle G_{Y}^{s},B_{start}+=} δ{\displaystyle B_{Y}^{s}}
endfor
A Gouraud-árnyalás akkor jó, ha a háromszögön belül a szín valóban közelítőleg lineárisan változik. Ez nagyjából igaz diffúz visszaverődésű objektumokra, de elfogadhatatlan tükrös, illetve spekuláris visszaverődésű felületekre. A lineáris interpoláció ilyen esetben egyszerűen kihagyhatja vagy szétkenheti a fényforrás tükröződő foltját.